# Región de Mandoul
Mandoul es una de las 23 regiones de Chad. Localizada en el sur del país, se corresponde con parte de la antigua prefectura de Moyen-Chari. La capital regional es Koumra. 
Las principales actividades económicas de la región son la agricultura de subsistencia y el cultivo del algodón.

## Subdivisiones
Mandoul se encuentra dividida en 3 departamentos:
| Departamento       | Capital  | Subprefecturas                                             |
| ------------------ | -------- | ---------------------------------------------------------- |
| Mandoul Occidental | Bédjondo | Bédjondo, Bébopen, Békamba, Peni                           |
| Mandoul Oriental   | Koumra   | Koumra, Bessada, Bédaya, Goundi, Ngangara, Mouroum Goulaye |
| Barh Sara          | Moïssala | Moïssala, Beboro, Bekourou Bouna, Dembo,                   |

- Datos: Q597410
- Multimedia: Mandoul / Q597410